# 15 Sagittarii
Désignations
15 Sagittarii (en abrégé 15 Sgr) est une étoile multiple située dans la constellation du Sagittaire dont la composante principale est une supergéante bleue de type spectral O9.7 Iab.